# Жерствянка (Борисовський район)
Жерствянка (біл. вёска Жарсьцьвянка) — село в складі Борисовського району Мінської області, Білорусь. Село підпорядковане Зембинській сільській раді, розташоване в північно-східній частині області.